# Weiße Winden-Federmotte
Die Weiße Winden-Federmotte (Pterophorus pentadactyla), auch Schlehengeistchen, ist eine in fast ganz Europa vorkommende Art aus der Familie der Federmotten (Pterophoridae). Der (sachlich falsche) deutsche Name Schlehen-Federgeistchen impliziert, dass der namensgebende Schlehdorn innerhalb des Nahrungsspektrums dieser Art eine wichtige Rolle spielt, er ist jedoch nur eine von mehreren Wirtspflanzen.

## Merkmale

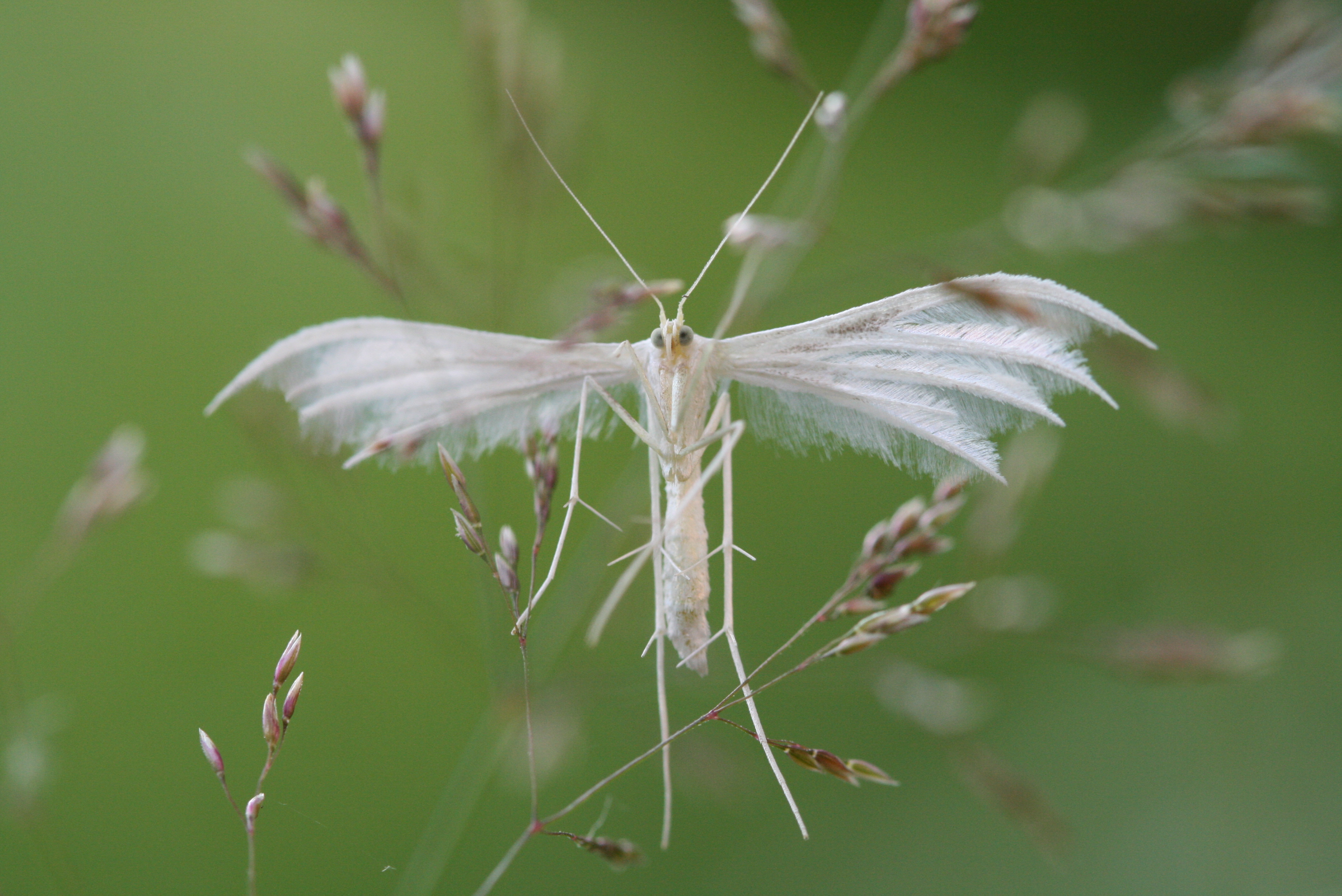
Pterophorus pentadactyla

Pterophorus pentadactyla besitzt eine weiße Grundfärbung und erreicht eine Flügelspannweite von 24 bis 35 Millimeter. Der Falter zählt damit zu den größten Vertreten innerhalb der Gattung Pterophorus. Die Flügel sind spärlich mit einigen dunklen Schuppen gesprenkelt. Auffällig sind die tief und fingerförmig gespaltenen Flügel, die zudem federartig-fransig erscheinen. Die Vorderflügel sind zwei-, die Hinterflügel dreifach gespalten. An den Beinen trägt die Art außerdem „Sporne“; die Hinterbeine sind sehr lang.

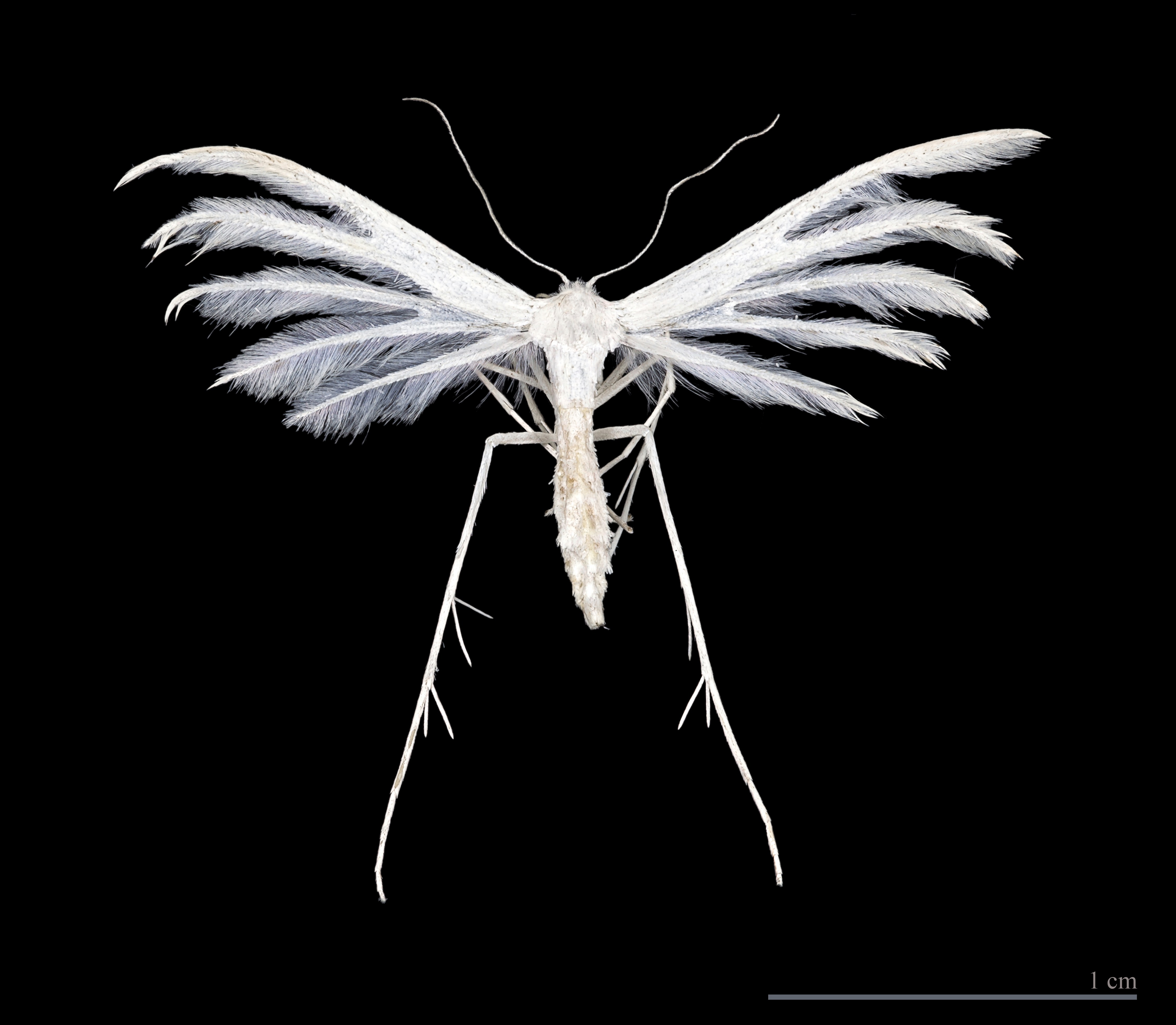
Pterophorus pentadactyla

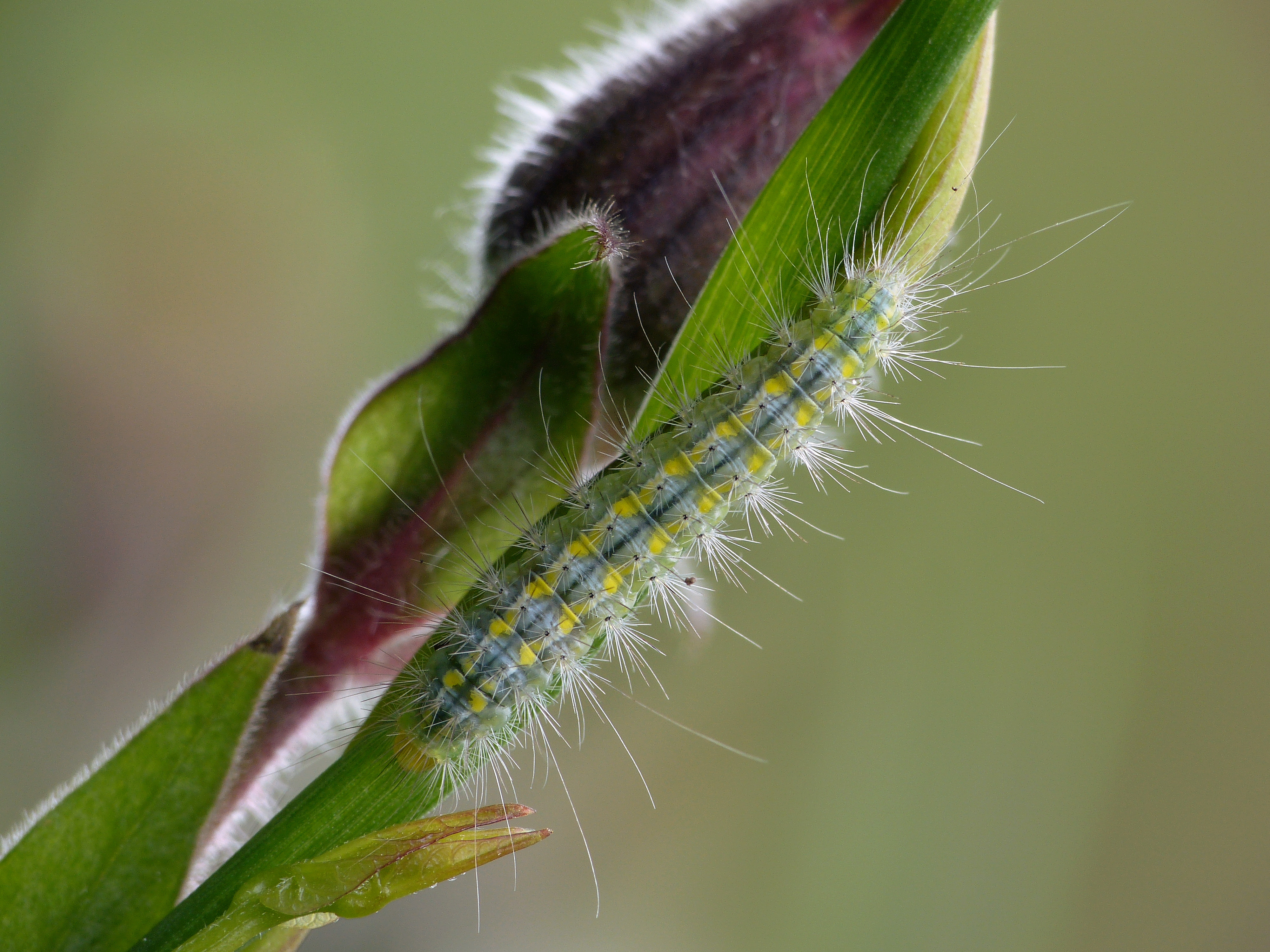
Pterophorus pentadactyla, Raupe

Die Raupen sind blassgrün gefärbt und besonders am Vorder- und Hinterende lang weiß behaart. Sie erreichen eine Länge von etwa zwölf Millimetern. Auf dem Rücken befindet sich eine weiße, gelb gepunktete Linie, den Rückenwarzen entspringen bräunliche Haare.
Die Puppen sind grünlich oder schmutzig weiß gefärbt, sehr schlank und an den Warzen befinden sich lange weiße Borsten.

### Ähnliche Arten
Die Raupen von Emmelina monodactyla findet man oft mit denen von Pterophorus pentadactyla vergesellschaftet, diese besitzen allerdings eine breite dunkle Rückenlinie und sind deutlich kürzer behaart.

## Verbreitung
Pterophorus pentadactyla ist in Europa weit verbreitet, eine Ausnahme bildet der äußerste Süden. Im Osten reicht das Verbreitungsgebiet über Kleinasien bis in den Iran. Die Falter kommen häufig an grasreichen Stellen mit Gebüschen, auf Äckern, in Gärten sowie auf Ruderalstellen vor.

## Lebensweise
Die weißen Eier werden von den Weibchen einzeln oder in kleinen Grüppchen an den Blättern der Nahrungspflanzen abgelegt. Die Larven findet man zunächst an den Unterseiten von jungen Blättern dieser Nahrungspflanzen, zu denen Ackerwinde (Convolvulus arvensis) und Echte Zaunwinde (Calystegia sepium) zählen. Nach anderen Angaben sollen auch Klee (Trifolium) sowie Kreuzdorn (Rhamnus), Rosen (Rosa), Weiden (Salix) und Schlehdorn (Prunus spinosa) zum Nahrungsspektrum gehören. An den benagten Blättern bilden sich braune Flecken. Später fressen die Raupen auch an der Blattoberseite sowie an Blütenknospen und Blüten oder ruhen entweder an der Blattunterseite oder an Stängeln. Ein Teil der Raupen wächst schnell heran und verpuppt sich noch im Sommer, so dass im August eine zweite Generation entsteht. Die langsamer heranwachsenden Raupen überwintern und setzen ihre Entwicklung im nächsten Frühjahr fort. Die Verpuppung erfolgt ebenfalls auf der Blattunterseite, dabei wird die Puppe am Hinterende auf einem kleinen Gespinstpolster befestigt. Tagsüber findet man die Falter meist ruhend in der Krautschicht, dabei sitzen sie auf den ersten beiden Beinpaaren, das letzte Paar ist nach hinten gestreckt und liegt am Körper an. Die Hinterflügel werden unter die Vorderflügel geschoben. Die Falter sind dämmerungs- und nachtaktiv und werden nachts vom Licht angelockt.

### Flugzeit
Es wird eine Generation gebildet, diese fliegt von Mai bis September. Unter günstigen Bedingungen kann im August auch eine zweite (unvollständige) Generation entstehen.

## Systematik

### Synonyme
Folgende Synonyme wurden in der Literatur beschrieben:
- Phalaena Alucita pentadactyla Linnaeus, 1758
- Phalaena tridactyla Scopoli, 1763
- Alucita pentadactyla Denis & Schiffermüller, 1775
- Alucita pentadactyla Hübner, [1805]
- Aciptilia pentadactyla var. sulphurea Staudinger, 1880